# Crosskeys
Crosskeys est un village et une communauté du borough de comté de Caerphilly, au pays de Galles.
Au recensement de 2011, elle comptait 3 265 habitants.